# Hypophytala similis
Hypophytala similis är en fjärilsart som beskrevs av Aurivillius 1891. Hypophytala similis ingår i släktet Hypophytala och familjen juvelvingar. Inga underarter finns listade i Catalogue of Life.